# Thionia obsoleta
Thionia obsoleta är en insektsart som beskrevs av Melichar 1906. Thionia obsoleta ingår i släktet Thionia och familjen sköldstritar. Inga underarter finns listade i Catalogue of Life.